# 鳥取駅

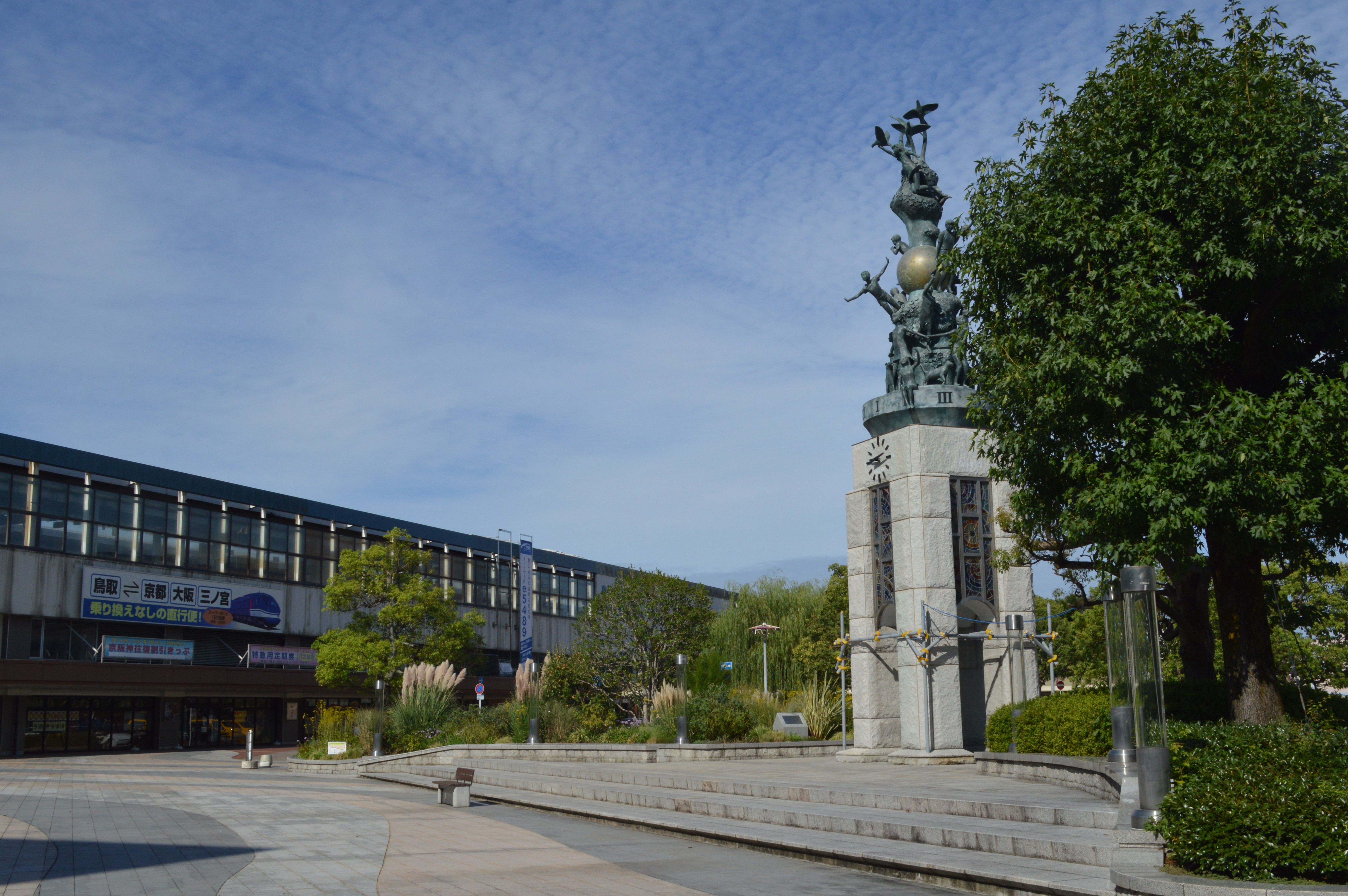
北口（2020年9月）

鳥取駅（とっとりえき）は、鳥取県鳥取市東品治町にある、西日本旅客鉄道（JR西日本）山陰本線・因美線の駅である。

## 概要
山陰地方の東の玄関であり、鳥取県の県庁所在地でもある鳥取市の代表駅であることから特急列車をはじめ、多くの列車の始発駅となっている。
山陰本線を所属線としており、当駅が起点となる因美線を加えた2路線が乗り入れている。また、若桜鉄道・智頭急行の列車も因美線を経由して乗り入れている。

## 歴史

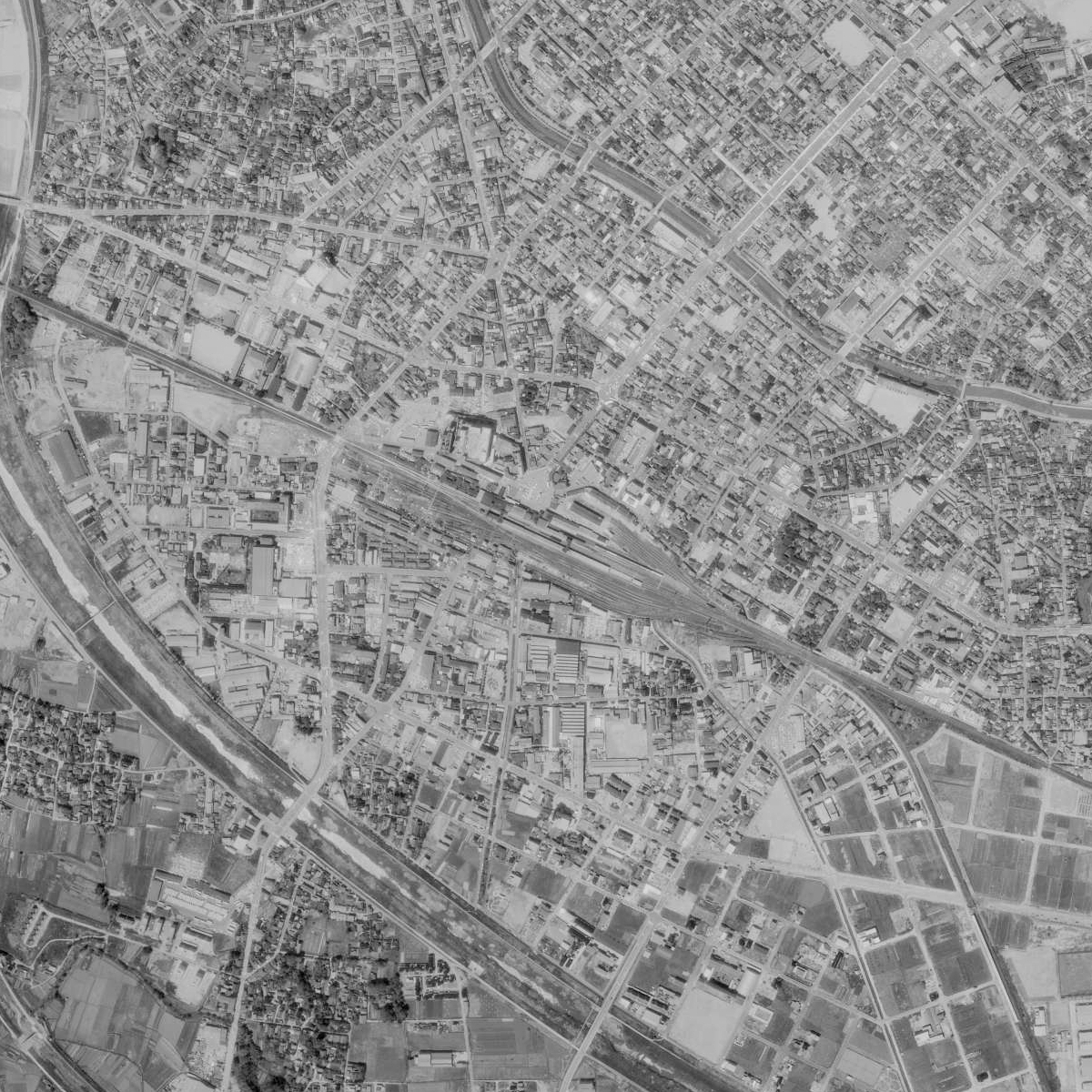
高架化前の鳥取駅周辺の白黒空中写真（1975年5月）

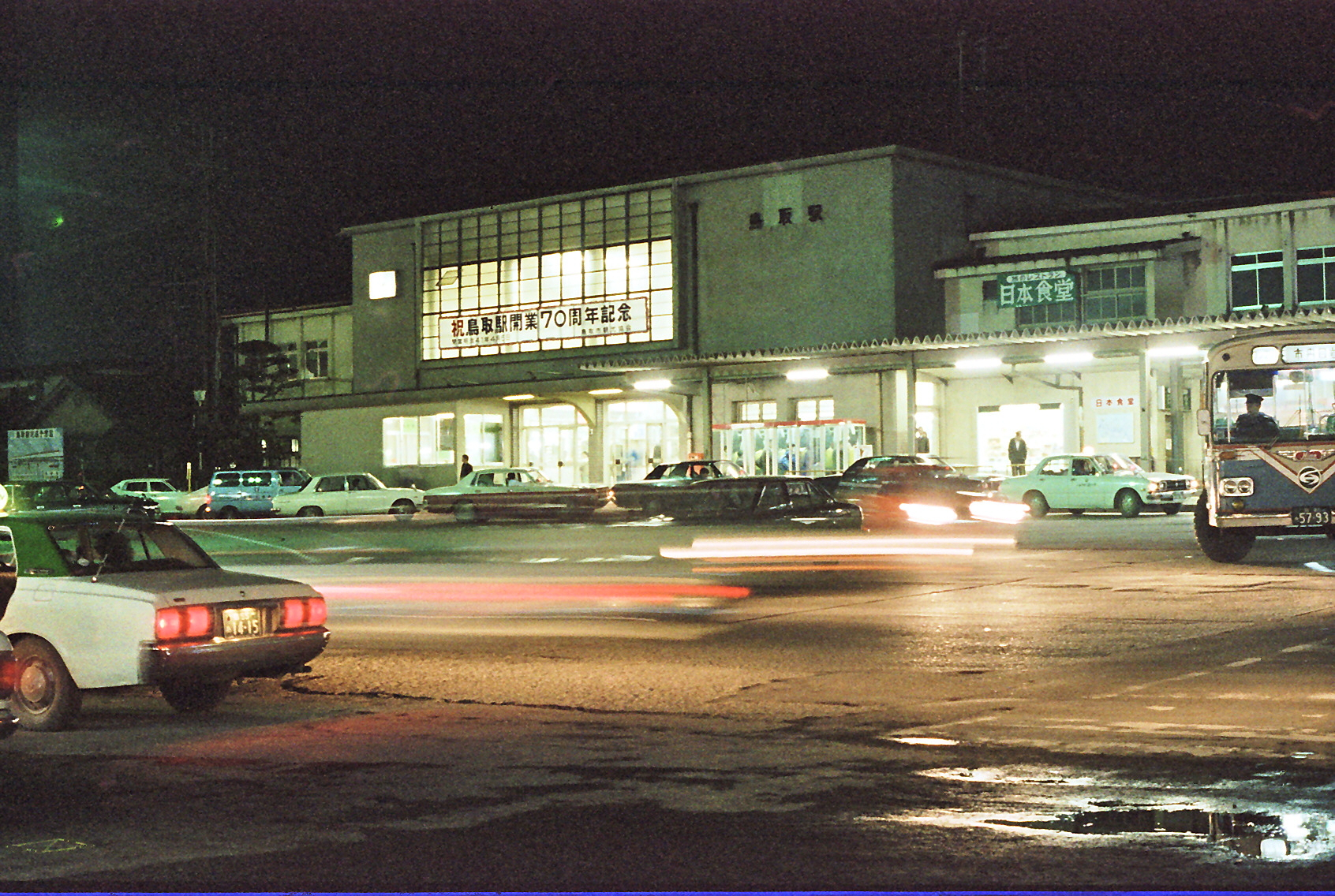
地上駅時代の駅（1978年3月）

- 1907年（明治40年）4月28日：官設鉄道が青谷駅から延伸した際の終着として、千代川左岸の気高郡海徳村（現在の鳥取市）古海[5]に鳥取仮停車場開業[1]。
- 1908年（明治41年）4月5日：千代川を渡る鉄橋の開通により、その対岸に鳥取駅が開業[1]。客貨取扱を開始[1]。鳥取仮停車場は同時に廃止[1]。
- 1909年（明治42年）10月12日：線路名称制定。山陰本線の所属となる。
- 1910年（明治43年）6月10日：山陰本線が当駅から岩美駅まで延伸、途中駅となる。
- 1919年（大正8年）12月20日：因美軽便線（現在の因美線）が用瀬駅まで開業、乗換駅となる[6]。
- 1922年（大正11年）9月2日：軽便線制度廃止に伴い、因美軽便線が因美線に改称。
- 1928年（昭和3年）3月15日：因美南線の部分開業に伴い、因美線が因美北線に改称。
- 1932年（昭和7年）7月1日：鳥取 - 津山間の全通に伴い、因美北線が改めて因美線の一部となる。
- 1943年（昭和18年）9月10日：鳥取地震が発生。構内で線路が湾曲するなどの被害[7]。
- 1947年（昭和22年）11月27日：昭和天皇が鳥取県内に行幸（昭和天皇の戦後巡幸）。お召し列車の出発[8]時に2番ホームでなだれ事故が発生して死傷者が出た[9]。
- 1974年（昭和49年）
  - 7月11日：旅行センターの営業を開始[10]。
  - 12月12日：駅高架化工事着工により、貨物取扱業務を湖山駅へ移管[1]。
- 1978年（昭和53年）11月8日：高架駅化[11]。
- 1985年（昭和60年）10月20日：昭和天皇が第40回国民体育大会に合わせて県内を行幸。お召し列車が鳥取駅発、倉吉駅着で運転[12]。
- 1987年（昭和62年）4月1日：国鉄分割民営化により、JR西日本の駅となる[1][6]。
- 2017年（平成29年）6月20日：TWILIGHT EXPRESS 瑞風の停車を開始[13]。
- 2025年（令和7年）3月15日：山陰本線倉吉方面でICカード「ICOCA」の利用が可能になる[14][15]。自動改札機の供用開始[16][17][18]。

## 駅構造

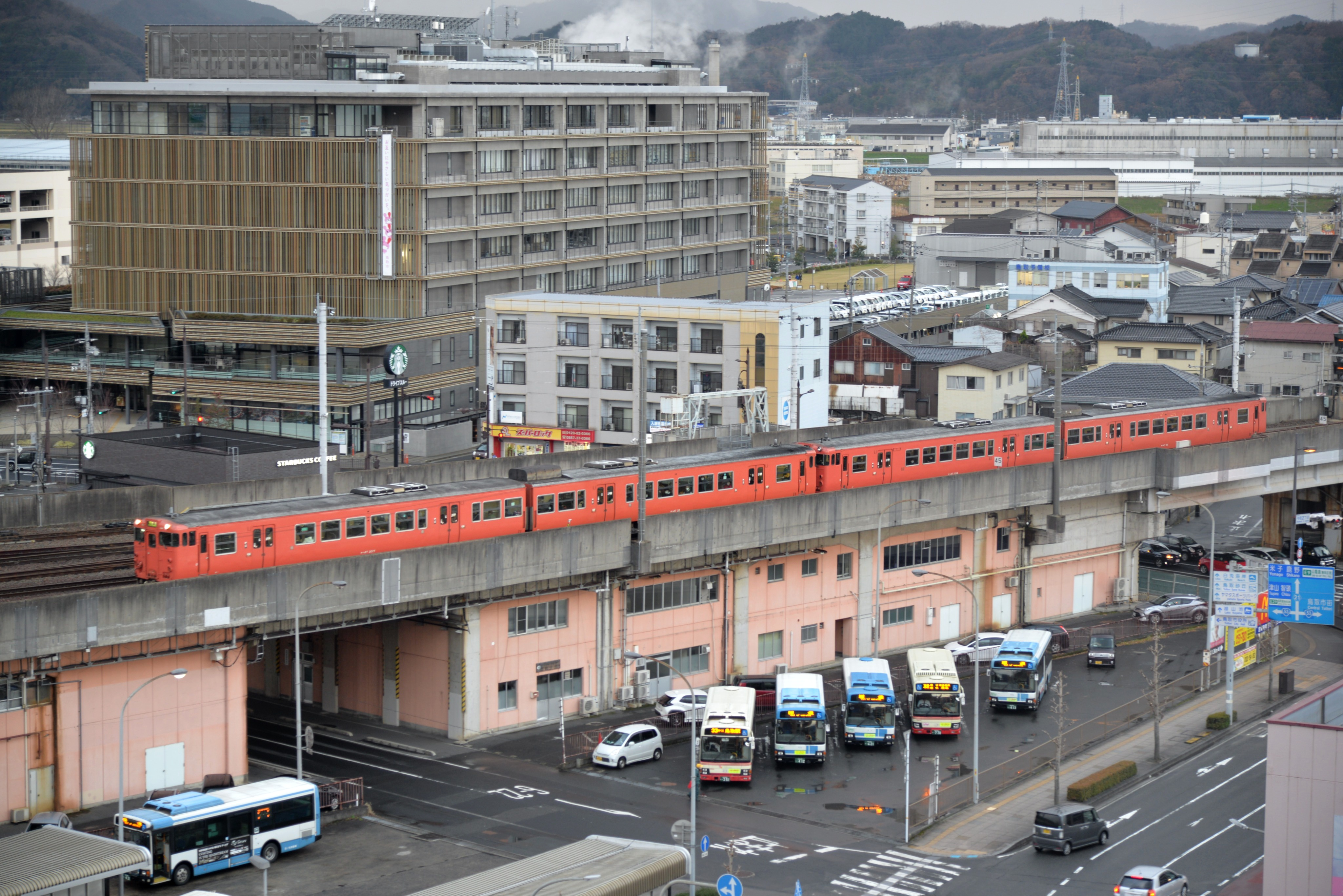
進入するキハ47

ホーム長が280 m、ホーム幅が8 mの島式ホーム2面4線を持つ高架駅である。
配線上では1番のりばを上り本線、3番のりばを下り本線としているため、「長距離普通列車」の時代には、1・2番のりばは上り、3番のりばは下り、4番のりばは因美線という大まかな区分があったが、2008年3月改正現在は「スーパーはくと」の一部を除きほぼ全ての列車が当駅始発・終着のダイヤになっているため、4番のりばに浜坂方面がないほかは区別なく使用されている（「スーパーはくと」は当駅を跨いで運転することを前提としているため、京都行きは1・2番のりば、倉吉行きは3・4番のりばに発着している）。2006年3月のダイヤ改正で寝台特急「出雲」が廃止になったため、一つのホームを端から端まで使う列車が一時消滅したが、2017年に「TWILIGHT EXPRESS 瑞風」が運転を開始。臨時列車ではあるが、長大編成列車の停車が復活している。
2・3番のりばの間には、客扱いをしない列車（後藤総合車両所への出入庫回送列車などが使用。）の着発線、4番のりばの横には側線がある。
ホームはいずれも駅の3階にあり、鳥取駅を含めて前後の区間はスラブ軌道主体の高架となっている。改札口から各ホームに、エレベーターやエスカレーターが設置されている（以前よりエレベーターは設置されていたが改札外にあったため、利用の際は係員に申し出る必要があった）。また以前、改札外に設置されていた待合室は、駅利用者以外の利用増加により撤去され、現在は改札内に待合室が設置されている。
直営駅であり、構内には山陰本線の東浜駅 - 赤碕駅間各駅と因美線の智頭駅以北の各駅を管轄する鳥取鉄道部が置かれている。
駅ビル西側には商業施設シャミネや、日本旅行TiS鳥取支店などが入っている。
2025年3月15日のICカード「ICOCA」の利用開始と同時に自動改札機の使用が開始された。JR西日本管内の中核市の中心駅で最も遅い導入となった。しかし、ICOCAを利用できるのは倉吉方面のみである。

### のりば
| のりば | 路線     | 方向 | 行先                       | 備考                                                           |
| ------ | -------- | ---- | -------------------------- | -------------------------------------------------------------- |
| 1・2   | 山陰本線 | 下り | 倉吉・米子方面             |                                                                |
| 1・2   | 山陰本線 | 上り | 浜坂・豊岡方面             | 普通列車のみ                                                   |
| 1・2   | 因美線   | -    | 郡家・津山・姫路・大阪方面 | 大阪・京都行き「スーパーはくと」は1番のりば                    |
| 3      | 山陰本線 | 下り | 倉吉・米子・出雲市方面     |                                                                |
| 3      | 山陰本線 | 上り | 浜坂・豊岡方面             | 「はまかぜ」は3番のりば                                        |
| 3      | 因美線   | -    | 郡家・津山・姫路・大阪方面 |                                                                |
| 4      | 山陰本線 | 下り | 倉吉・米子・出雲市方面     | 山陰本線上り（浜坂方面）は、線路が繋がっていないため発着不可能 |
| 4      | 因美線   | -    | 郡家・津山・大阪方面       |                                                                |

- 2010年3月現在、「スーパーおき/まつかぜ」の乗車位置目標は全ホームに、「スーパーいなば」の乗車位置目標は1・3・4番のりばに、「はまかぜ」の乗車位置目標は1番のりば（2023年3月18日から3番のりば）のみに設置されている。京都行きの「スーパーはくと」については不定期に指定席車の増結があることから、固定の乗車位置目標ではなく小型モニターで乗車位置を案内する。このモニターがあるのは1番のりばのみであるため、同列車は原則1番のりば発着となる。倉吉行きの「スーパーはくと」の乗車位置目標は自由席車分のみ3・4番のりばに設置されている。

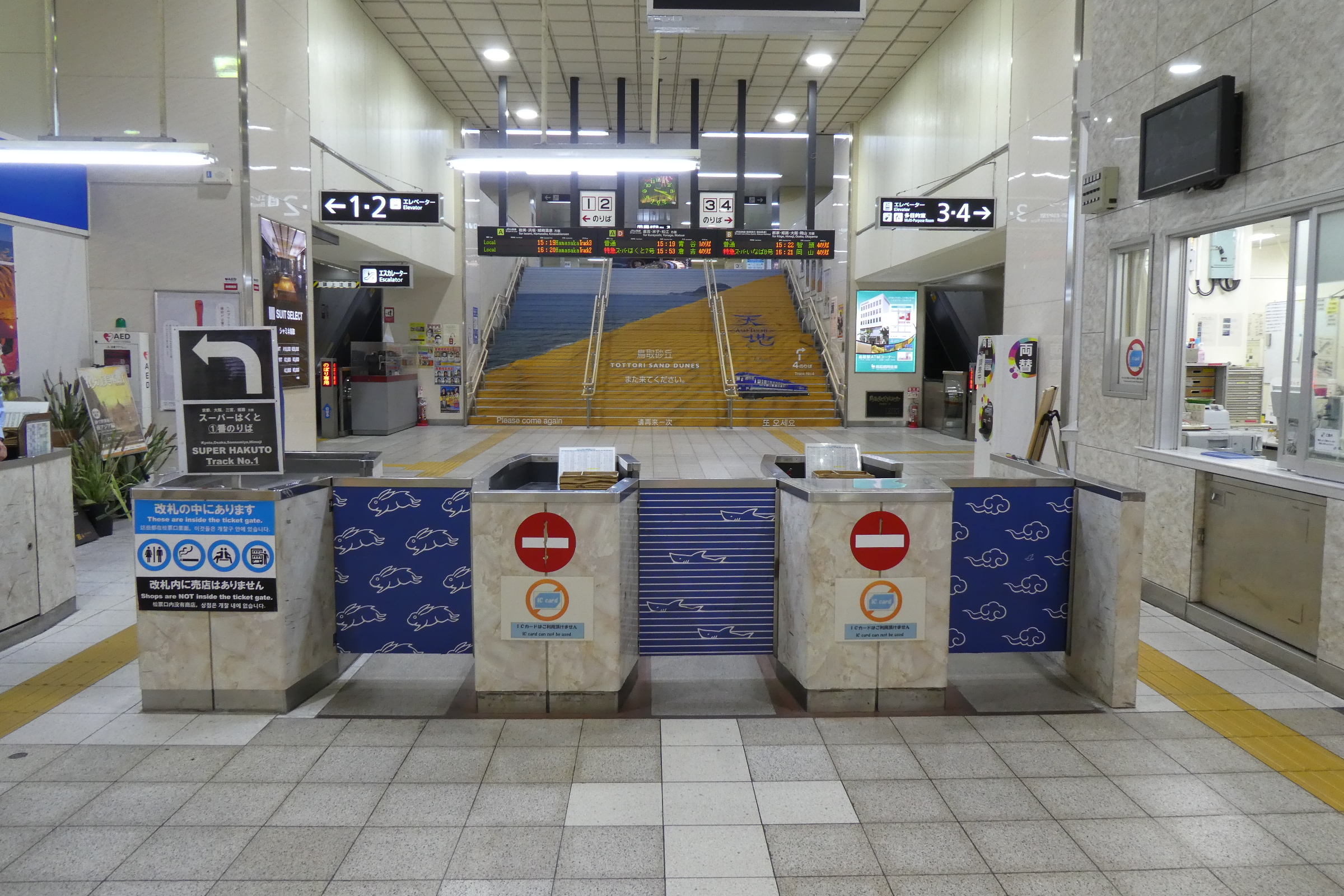
改札口（2019年11月）
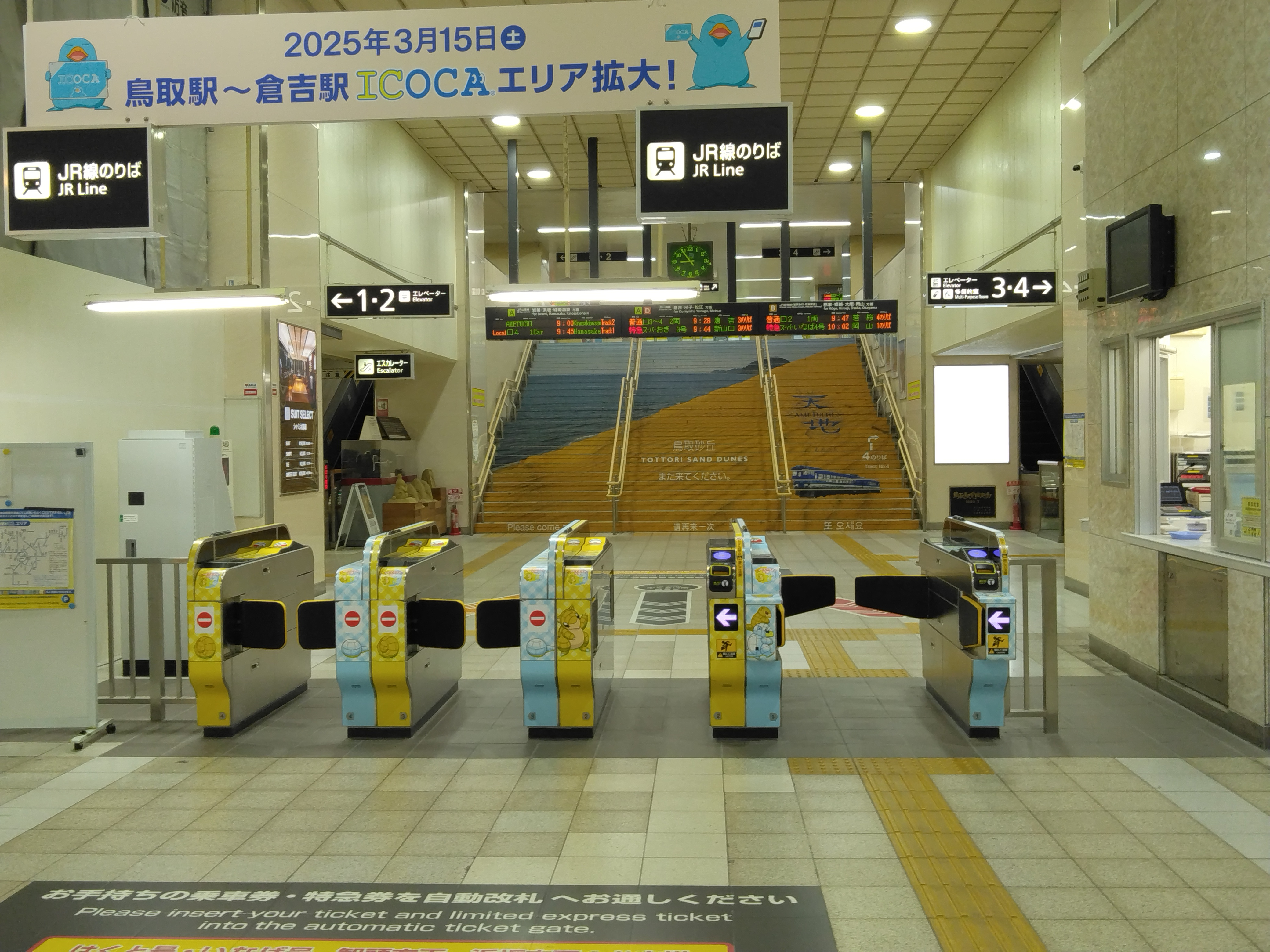
改札口（2025年6月）
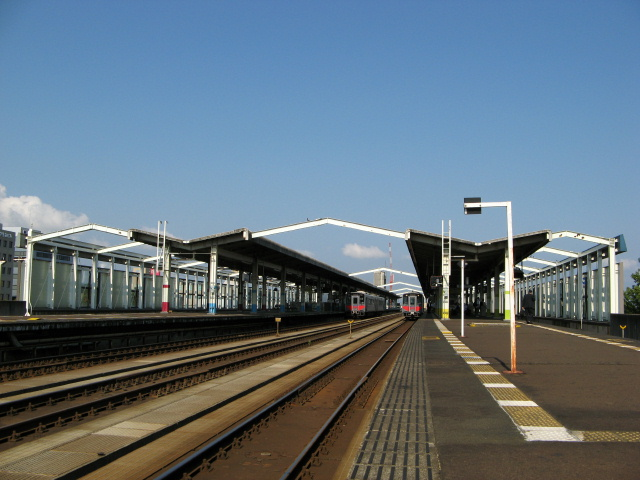
ホーム（2007年9月）

### 駅構内の施設
- みどりの窓口[3]
- みどりの券売機[3]
- みどりの券売機プラス[3]
- 日本旅行TiS鳥取支店
- セブン-イレブン ハートインJR鳥取駅店
- おみやげ楽市シャミネ鳥取店
- 駅弁売り場（アベ鳥取堂）
- シャミネ鳥取
- 鉄道警察隊鳥取分駐隊
- 鳥取県立ハローワーク

## 駅弁
(株)アベ鳥取堂が販売を担当している。主な駅弁は下記の通り。
- さば寿し
- お好みかに寿し
- とっとりの居酒屋
- かに幕の内
- かにづくし弁当
- ゲゲゲの鬼太郎丼（月～金曜は要予約）
- 山陰鳥取かにめし
- 元祖かに寿し
- しいたけ弁当 素晴ら椎茸
- ほかほか駅弁鳥取牛弁当
- いかすみ弁当 黒めし
- 大山豚のステーキ弁当
- 城下町とっとり
- あご寿し
- 砂丘鳥取味の弁当
- 鳥取大砂丘おこわ弁当

## 利用状況
JR西日本の移動等円滑化取組報告書によると、2023年（令和5年）度の1日当たりの利用者数（乗降人員）は9,060人。
2024年時点のJR西日本の在来線ICOCAエリア外の駅では最も乗車人員が多い。
「鳥取市統計要覧」によれば、近年の乗車人員の推移は以下の通りである。
| 年度   | 年間 乗車人員 | 1日平均 乗車人員 |
| ------ | ------------- | ---------------- |
| 2000年 | 256万         | 7,014            |
| 2001年 | 251万         | 6,877            |
| 2002年 | 245万         | 6,712            |
| 2003年 | 242万         | 6,612            |
| 2004年 | 239万         | 6,548            |
| 2005年 | 234万         | 6,411            |
| 2006年 | 227万         | 6,219            |
| 2007年 | 223万         | 6,093            |
| 2008年 | 220万         | 6,027            |
| 2009年 | 210万         | 5,753            |
| 2010年 | 207万         | 5,671            |
| 2011年 | 203万         | 5,546            |
| 2012年 | 204万         | 5,589            |
| 2013年 | 203万         | 5,559            |
| 2014年 | 191万         | 5,233            |
| 2015年 | 196.1万       | 5,358            |
| 2016年 | 197.1万       | 5,400            |
| 2017年 | 198.0万       | 5,425            |
| 2018年 | 195.0万       | 5,342            |
| 2019年 | 189.8万       | 5,186            |
| 2020年 | 142.2万       | 3,896            |
| 2021年 | 143.0万       | 3,917            |
| 2022年 | 152.0万       | 4,164            |
| 2023年 | 165.0万       | 4,520            |

## 駅周辺

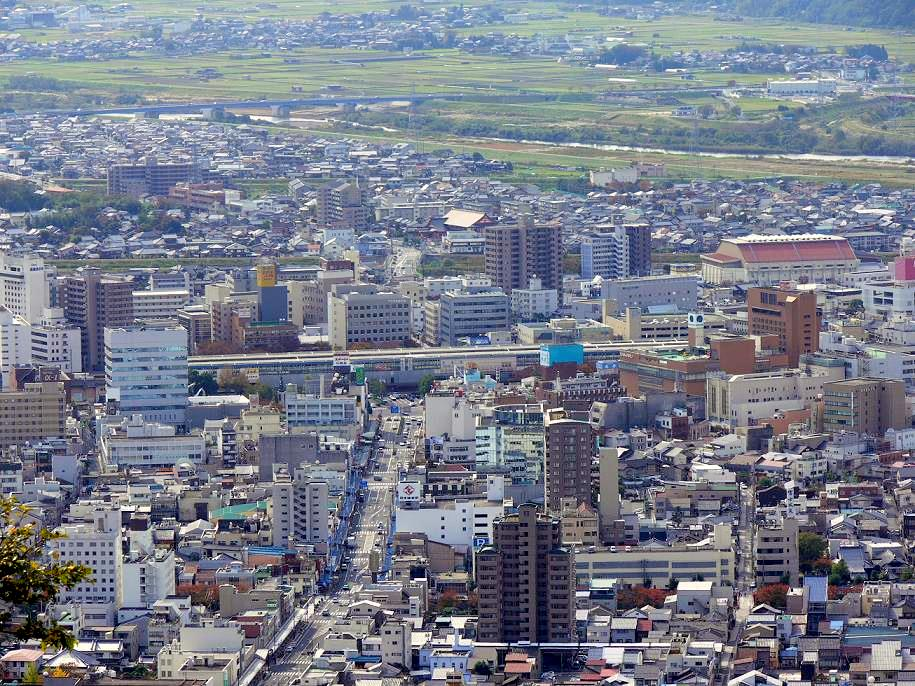
駅周辺（手前が北口）

### 北口
駅の正面口（北口）からは、鳥取市のメインストリートである本通り（国道53号・国道373号）が伸び、若桜街道（同）につながって県民文化会館の側を過ぎて久松山近くの鳥取県庁へと伸びる。丸由百貨店などの商業店舗が集中している。駅の南側も80年代後半より整備され、イオン（旧ジャスコ）などが出店している。全国的に進む郊外型の大型店舗（ロードサイド店舗）の出店は鳥取市も例外ではなく、本通りや若桜街道の客足は確実に大型店舗に向かっており、かつてほどの賑わいは無くなりつつある。
- 鳥取駅バスターミナル
- 丸由百貨店（旧鳥取大丸）
- 鳥取駅前商店街（バード・ハット）
- 鳥取民芸美術館
- 鳥取シネマ
- トスク本店
- 鳥取ワシントンホテルプラザ
- ホテルニューオータニ鳥取
- ホテル・アルファ－ワン鳥取
- 鳥取グリーンホテルモーリス
- 鳥取中央郵便局
- 鳥取警察署鳥取駅前交番
- みずほ銀行鳥取支店
- 鳥取銀行本店営業部
- 山陰合同銀行鳥取営業部
- 三井住友信託銀行鳥取支店
- 鳥取信用金庫 本店営業部
- 国道53号
- 国道373号 - 国道53号との重複区間で道路標識には掲出されない。
- 鳥取県道21号鳥取鹿野倉吉線
- 鳥取県道25号鳥取停車場線
- 鳥取県道41号鳥取港線
- 鳥取県道43号鳥取福部線
- 鳥取県道192号西町鳥取停車場線
- 鳥取県道291号鳥取国府線
- 鳥取温泉
- 千代川

### 南口
- 鳥取市役所（新本庁舎） - 窓口業務を行う。
  - FM鳥取
- 鳥取市役所（駅南庁舎） - 保健所業務を行う。
  - 鳥取市保健所
  - 鳥取市立中央図書館
  - 放送大学鳥取学習センター
- 鳥取県立鳥取産業体育館
  - 県営鳥取屋内プール
- 鳥取ショッピングシティ
- 東横INN鳥取駅南口
- アパホテル〈鳥取駅前〉
- スーパーホテル鳥取駅前
- 新日本海新聞社本社
  - 日本海ケーブルネットワーク 鳥取放送センター
- 鳥取富安郵便局
- 山陰合同銀行鳥取駅南ビル/鳥取駅南支店
- 鳥取労働局
- 鳥取公共職業安定所（ハローワーク鳥取）
- 鳥取第一地方合同庁舎
  - 鳥取労働基準監督署
  - 鳥取税務署
  - 自衛隊鳥取地方協力本部
- 鳥取年金事務所
- 日本きのこセンター本部
- 鳥取鉄道記念物公園
- 国道53号
- 国道373号
- 鳥取県道26号秋里吉方線
- 鳥取県道292号八坂鳥取停車場線
- ドン・キホーテ鳥取本店

## その他
駅前には鳥取砂丘の砂で日本最大の砂時計（全長6mの一時間計）を作る計画があったが、反対意見の多数により見直しになった。

## 隣の駅
西日本旅客鉄道（JR西日本）
 山陰本線
- 特急「スーパーはくと」停車駅、特急「はまかぜ」「スーパーまつかぜ」「スーパーおき」・観光列車「あめつち」発着駅

■快速「とっとりライナー」
鳥取駅 - 湖山駅
■普通
福部駅 - （滝山信号場） - 鳥取駅 - 湖山駅
 因美線
- 特急「スーパーはくと」停車駅、特急「スーパーいなば」発着駅

■普通
鳥取駅 - 津ノ井駅